# Littman Library of Jewish Civilization
Die Littman Library of Jewish Civilization ist eine englische Buchreihe. Sie wurde von Louis Littman (gest. 1987) im Gedenken an seinen Vater gegründet, um das jüdische Erbe zu erforschen, zu erklären und zu bewahren. Das erste Buch wurde 1965 veröffentlicht. Die in der Reihe veröffentlichten Bücher decken einen breiten Themenbereich ab, darunter Geschichte, Religionswissenschaft, Philosophie, Literatur und Kulturwissenschaft einschließlich klassischer und moderner Werke. Die Reihe erscheint heute bei der  Liverpool University Press. Zahlreiche Fachgelehrte haben an ihr mitgewirkt. Sie bietet unter anderem ein Übersetzungsprogramm hebräischer Werke. Auf dem Gebiet der jüdischen Mystik beispielsweise hat sich Rachel Elior mit zwei Monographien in der Reihe hervorgetan.

## Bände (Auswahl)
Die folgende Übersicht erhebt keinen Anspruch auf Aktualität oder Vollständigkeit:
- Hasidism Beyond Modernity. Essays in Habad Thought and History. Naftali Loewenthal. Liverpool University Press 2019
- Ceremonial Synagogue Textiles. From Ashkenazi, Sephardi, and Italian Communities. Bracha Yaniv. Liverpool University Press 2019
- Jewish Theology for a Postmodern Age. Miriam Feldmann Kaye. Liverpool University Press 2019
- Reinventing Maimonides in Contemporary Jewish Thought. James A. Diamond, Menachem Kellner. Liverpool University Press 2019
- Sarah Schenirer and the Bais Yaakov Movement: A Revolution in the Name of Tradition. Naomi Seidman. Liverpool University Press 2019
- The Zohar: Reception and Impact. Boaz Huss. Liverpool University Press 2016
- A Woman's Life. Pauline Wengeroff and Memoirs of a Grandmother. Shulamit Magnus. Liverpool University Press 2015
- Medieval Jews and the Christian Past: Jewish Historical Consciousness in Spain and Southern France. Ram Ben-Shalom. Liverpool University Press 2015
- Recovering a Voice: West European Jewish Communities after the Holocaust. David H. Weinberg. Liverpool University Press 2015
- Gersonides: Judaism within the Limits of Reason. Seymour Feldman. Liverpool University Press 2015
- Intrigue and Revolution: Chief Rabbis in Aleppo, Baghdad, and Damascus, 1774–1914. Yaron Harel. Liverpool University Press 2015
- Reading Maimonides' Mishneh Torah. David Gillis. Liverpool University Press. 2015
- Collected Essays. Volume II. Haym Soloveitchik. Liverpool University Press 2014
- Leadership and Conflict: Tensions in Medieval and Modern Jewish History and Culture. Marc Saperstein. Liverpool University Press 2014
- Lithuanian Yeshivas of the Nineteenth Century. Creating a Tradition of Learning. Shaul Stampfer. Liverpool University Press 2014
- Midrash Unbound: Transformations and Innovations. Edited by Michael Fishbane, Joanna Weinberg. Liverpool University Press 2013
- The Jews in Poland and Russia: A Short History. Polonsky Antony. Liverpool University Press 2013
- Collected Essays. Volume I. Haym Soloveitchik. Liverpool University Press 2013
- Founder of Hasidism: A Quest for the Historical Ba'al Shem Tov. Rosman Moshe. Liverpool University Press 2013
- Sa'adyah Gaon. Robert Brody. Liverpool University Press 2013
- Hasidism and Politics: The Kingdom of Poland, 1815–1864. Marcin Wodzinski. Liverpool University Press 2013
- Jewish Women in Enlightenment Berlin. Natalie Naimark-Goldberg .Liverpool University Press 2013
- Rashi. Avraham Grossman, Liverpool University Press 2012
- Jewish Preaching in Times of War, 1800–2001. Marc Saperstein. Liverpool University Press 2012
- Poverty and Welfare Among the Portuguese Jews in Early Modern Amsterdam. Tirtsah Levie Bernfeld. Liverpool University Press 2012
- Jewish Theology and World Religions. Edited by Alon Goshen-Gottstein, Eugene Korn . Liverpool University Press 2012
- The Jews in Poland and Russia. Volume III: 1914 to 2008. Antony Polonsky. Liverpool University Press 2012
- Sabbatai Zevi: Testimonies to a Fallen Messiah. David J. Halperin. Liverpool University Press  2011
- The Image of the Non-Jew in Judaism: The Idea of Noahide Law. David Novak. Liverpool University Press 2011
- Maimonides the Rationalist. Herbert A. Davidson. Liverpool University Press 2011
- Hadassah: American Women Zionists and the Rebirth of Israel. Mira Katzburg-Yungman. Liverpool University Press 2011
- The Jews in Poland and Russia. Volume II: 1881 to 1914. Antony Polonsky. Liverpool University Press 2010
- Syrian Jewry in Transition, 1840–1880. Yaron Harel. Liverpool University Press 2010
- The Jews in Poland and Russia. Volume I: 1350 to 1881. Antony Polonsky. Liverpool University Press 2009
- Jewish Day Schools, Jewish Communities: A Reconsideration. Edited by Alex Pomson, Howard Deitcher . Liverpool University Press 2009
- The Hasidic Tale. Gedalyah Nigal. Liverpool University Press 2008
- The Rebbe, the Messiah, and the Scandal of Orthodox Indifference: With a New Introduction. David Berger. Liverpool University Press 2008
- The Sabbath in the Classical Kabbalah, Elliot K. Ginsburg, Liverpool University Press 2008
- How Jewish is Jewish History? Moshe Rosman. Liverpool University Press 2007
- Jewish Mysticism: The Infinite Expression of Freedom. Rachel Elior. Liverpool University Press 2007
- The Book in the Jewish World, 1700–1900. Zeev Gries. Liverpool University Press 2007
- Jewish Philosophical Polemics Against Christianity in the Middle Ages: With a New Introduction. Daniel J. Lasker. Liverpool University Press 2007
- Undercurrents of Jewish Prayer. Jeremy Schonfield. Liverpool University Press 2006
- Maimonides' Confrontation with Mysticism. Menachem Kellner. Liverpool University Press 2006
- Dogma in Medieval Jewish Thought: From Maimonides to Abravanel. Menachem Kellner. Liverpool University Press 2004
- The Three Temples: On the Emergence of Jewish Mysticism. Rachel Elior. Translated by David Louvish. Liverpool University Press 2004
- Meshal Haqadmoni: Fables from the Distant Past: A Parallel Hebrew-English Text. Edited by Raphael Loewe. Liverpool University Press 2004
- Pride Versus Prejudice. Jewish Doctors and Lawyers in England, 1890–1990. John Cooper. Liverpool University Press 2003
- Seeking Zion: Modernity and Messianic Activity in the Writings of Tsevi Hirsch Kalischer. Jody Myers. Liverpool University Press 2003
- The History of the Jews in the Netherlands. Edited by J.C.H. Blom, R.G. Fuks-Mansfeld, I. Schöffer. Translated by Erica Pomerans, Arnold J. Pomerans. Liverpool University Press 2001
- The Expulsion of the Jews from Spain. Haim Beinart. Translated by Jeffrey M. Green. Liverpool University Press 2001
- Haskalah and History: The Emergence of a Modern Jewish Historical Consciousness. Shmuel Feiner. Translated by Sondra Silverston, Chaya Naor Liverpool University Press 2001
- New Perspectives on the Haskalah. Edited by Shmuel Feiner, David Sorkin. Liverpool University Press 2001
- Reluctant Cosmopolitans: The Portuguese Jews of Seventeenth-Century Amsterdam. Daniel M. Swetschinski. Liverpool University Press 2000
- Between the Yeshiva World and Modern Orthodoxy: The Life and Works of Rabbi Jehiel Jacob Weinberg, 1884–1966. Marc B. Shapiro. Liverpool University Press  1999
- Beyond Reasonable Doubt. Louis Jacobs. Liverpool University Press 1999
- Is There a Jewish Philosophy? Rethinking Fundamentals. Leon Roth. Foreword by Edward Ullendorff. Liverpool University Press 1999
- Creating American Reform Judaism: The Life and Times of Isaac Mayer Wise. Sefton D. Temkin. Liverpool University Press 1998
- Jewish Hymnography: A Literary History. Leon J. Weinberger. Liverpool University Press 1997
- Studies in East European Jewish Mysticism and Hasidism. Joseph Weiss, Joseph Dan. Edited by David Goldstein. Liverpool University Press 1997
- Athens in Jerusalem: Classical Antiquity and Hellenism in the Making of the Modern Secular Jew. Yaacov Shavit. Translated by Chaya Naor, Niki Werner. Liverpool University Press 1997
- The Golden Age of Aragonese Jewry: Community and Society in the Crown of Aragon, 1213–1327. Yom Tov Assis. Liverpool University Press 1997
- Hasidism Reappraised. Edited by Ada Rapoport-Albert. Liverpool University Press 1996
- Love, Work, and Death: Jewish Life in Medieval Umbria. Ariel Toaff. Translated by Judith Landry. Liverpool University Press 1996
- Turn Aside from Evil and Do Good: An Introduction and a Way to the Tree of Life. Zevi Hirsch Eichenstein. Edited by Louis Jacobs. Liverpool University Press 1995
- One People? Tradition, Modernity, and Jewish Unity. Jonathan Sacks. Liverpool University Press 1993
- Moses Mendelssohn: A Biographical Study. Alexander Altmann. Liverpool University Press 1984
- Theology and Poetry: Studies in the Mediaeval Piyyut. Jakob J. Petuchowski. Liverpool University Press 1978